# Florica Silaghi
Florica Silaghi es una deportista rumana que compitió en remo. Ganó dos medallas de bronce en el Campeonato Mundial de Remo, en los años 1978 y 1979.

## Palmarés internacional
| Campeonato Mundial | Campeonato Mundial        | Campeonato Mundial | Campeonato Mundial |
| Año                | Lugar                     | Medalla            | Prueba             |
| ------------------ | ------------------------- | ------------------ | ------------------ |
| 1978               | Cambridge (Nueva Zelanda) | Medalla de bronce  | Cuatro con timonel |
| 1979               | Bled (Yugoslavia)         | Medalla de bronce  | Cuatro con timonel |